# Sherry Acker
Sherry Acker (* 6. Juni 1959 in Kalamazoo) ist eine ehemalige US-amerikanische Tennisspielerin.

## Karriere
Sherry Acker gewann auf der WTA Tour einen Doppeltitel. Ihr bestes Grand-Slam-Ergebnis war das Doppel-Halbfinale der US Open 1979.

## Turniersiege

### Doppel
| Nr. | Datum       | Turnier   | Kategorie | Belag             | Partnerin      | Finalgegnerinnen            | Ergebnis      |
| --- | ----------- | --------- | --------- | ----------------- | -------------- | --------------------------- | ------------- |
| 1.  | Januar 1984 | Nashville | WTA       | Hartplatz (Halle) | Candy Reynolds | Mary-Lou Piatek Paula Smith | 5:7, 7:6, 7:6 |